# Stato di emergenza
Lo stato di emergenza è una situazione di carattere eccezionale all'interno di uno Stato che comporta l'emanazione di norme e/o restrizioni per fronteggiare una particolare emergenza all'interno della società.

## Storia
L'istituto era già presente nel diritto romano: il Justitium, cioè lo stato di eccezione, comportava la sospensione delle garanzie repubblicane, cui dava accesso l'emanazione del senatus consultum ultimum. Nel diritto costituzionale moderno tali esigenze vengono talvolta recepite mediante norme presenti nelle Costituzioni, che prevedono modalità di sospensione delle garanzie di libertà, sebbene con procedure e modalità delimitate nel tempo; peraltro, alcune di esse si limitano a prevedere l'utilizzo dello strumento emergenziale per derogare ad alcune procedure decisionali che, in via ordinaria, coinvolgerebbero poteri diversi da quello esecutivo (in primis il potere legislativo, che dispone della spesa pubblica).
La Commissione per i Diritti Umani delle Nazioni Unite adottò nel 1981 una dichiarazione per definire quando l'ipotesi possa essere utilizzata dagli Stati; ad esempio, l'Egitto, tra gli altri, è stato censurato a livello internazionale per il suo continuo ricorso allo stato di emergenza dal 1981.

## Descrizione
All'origine della proclamazione di uno stato di emergenza non vengono in rilievo, però, le sole esigenze interne agli Stati. Anche gli strumenti pattizi internazionali, che regolano la tutela dei diritti civili e politici e delle libertà fondamentali, prevedono delle deroghe alle loro stesse previsioni, valide sia per il caso di guerra che per casi riconducibili allo stato d’emergenza: in tali casi la previsione è interpretata in modo più rigoroso, in quanto si giustifica soltanto con un pericolo imminente per la civile convivenza interna allo Stato, che deve essere sottoposta ad una pubblica minaccia.
Negli Stati di diritto contemporanei, la proclamazione dello stato di emergenza non deroga da taluni diritti fondamentali e divieti assoluti, tra cui in particolare il "diritto alla vita", divieto di tortura e trattamenti inumani e degradanti, la schiavitù e la servitù e la "libertà di pensiero, coscienza e religione".

## Nel diritto internazionale
L'articolo 4 della Convenzione Internazionale sui Diritti Civili e Politici delle Nazioni Unite del 1966 regola lo stato di emergenza a livello del diritto internazionale. Essa prevede in particolare che:
4.1 In caso di pericolo pubblico eccezionale, che minacci l'esistenza della nazione e venga proclamato un atto ufficiale, gli Stati parti del presente Patto possono prendere misure le quali deroghino agli obblighi imposti dal presente Patto, nei limiti in cui la situazione strettamente lo esiga, e purché tali misure non siano incompatibili con gli altri obblighi imposti agli Stati medesimi dal diritto internazionale e non comportino una discriminazione fondata unicamente sulla razza, sul colore, sul sesso, sulla lingua, sulla religione o sull'origine sociale. (...)

4.3 Ogni Stato parte del presente Patto che si avvalga del diritto di deroga deve informare immediatamente, tramite il Segretario generale delle Nazioni Unite, gli altri Stati parti del presente Patto sia delle disposizioni alle quali ha derogato sia dei motivi che hanno provocato la deroga. Una nuova comunicazione deve essere fatta, per lo stesso tramite, alla data in cui la deroga medesima viene fatta cessare.

Anche la Convenzione europea dei diritti dell’uomo del 4 novembre 1950 consente, all’articolo 15, che all’interno di uno Stato membro del Consiglio d’Europa e parte della Convenzione siano adottate misure di deroga alla garanzia dei diritti di libertà previsti dalla Convenzione stessa: ciò può avvenire “in caso di guerra o di altro pericolo pubblico che minacci la vita della nazione”, ma previa notifica ed a condizione di non violare il diritto alla vita, il divieto di tortura o di schiavitù od il principio nullum crimen sine lege.

## Nel mondo

### Egitto
In Egitto la legge di emergenza n. 162/1958 è stata applicata continuamente dal 1967 fino al 2012. Inizialmente è stata imposta durante la guerra dei sei giorni del 1967, e dal 1981 è stata applicata ininterrottamente per un trentennio dal presidente Hosni Mubarak, succeduto ad Anwar al-Sadat assassinato lo stesso anno. Quando questa legge è in vigore vengono estesi i poteri della polizia, i diritti costituzionali sono sospesi e la censura viene legalizzata. La legge circoscrive rigorosamente qualsiasi attività politica non governativa: le manifestazioni, le organizzazioni politiche non approvate e le donazioni finanziarie non registrate sono formalmente proibite. Circa 17.000 persone sono state poste in arresto e si stimano fino a 30.000 prigionieri politici. Lo stato di emergenza si è concluso il 31 maggio 2012.
Nel gennaio 2013 il presidente eletto Mohamed Morsi dichiara nuovamente lo stato di emergenza in seguito a disordini. Il 14 agosto dello stesso anno viene poi dichiarato un altro stato di emergenza della durata di un mese dopo gli scontri con i sostenitori del presidente Mohammed Morsi nel frattempo appena deposto, con le forze armate poste a supporto del Ministero dell'interno.
Nel 2014 viene adottata la nuova costituzione egiziana che tra l'altro pone dei limiti ai poteri del presidente di dichiarare uno stato di emergenza indefinito, attribuendo al Parlamento un maggior ruolo di controllo. Da allora, nell'aprile 2017 è stato dichiarato un nuovo stato di emergenza nazionale, della durata di tre mesi, dal presidente ʿAbd al-Fattāḥ al-Sīsī in seguito all'attacco delle chiese copte a Tanta ed Alessandria.

### Francia
In Francia, l'état d'urgence è una situazione speciale che limita le libertà pubbliche e che « conferisce alle autorità del territorio dove è applicata dei poteri di polizia eccezionali che portano sulla regolamentazione della circolazione, sul soggiorno delle persone, sulla chiusura dei luoghi pubblici e sul sequestro delle armi ». Lo stato d'emergenza fu istituito in Francia con la Legge nº 385 del 3 aprile 1955 «Loi n° 55-385 du 3 avril 1955 instituant un état d'urgence et en déclarant l'application en Algérie».
Questo regime eccezionale regolato della legge nº 385 del 1955, e tuttora in vigore, coesiste insieme ad altre modalità di gestione di crisi : lo stato d'assedio previsto dall'articolo 36 della Costituzione, i poteri eccezionali previsti dall'articolo 16 della Costituzione e infine la teoria delle circostanze eccezionali.
Lo stato d'emergenza viene dichiarato con un decreto dal Consiglio dei Ministri, su tutto o una parte del territorio nazionale e può rimanere in vigore al massimo per 12 giorni, la sua durata può essere prolungata con una legge che ne fissa la durata definitiva.
Storicamente votata per fronteggiare gli eventi legati alla guerra d'Algeria, la legge è tuttora in vigore. La sua ultima applicazione risale agli attentati del 13 novembre 2015 a Parigi su tutto il territorio della Francia metropolitana; era dalla fine della guerra d'Algeria che lo stato d'emergenza non veniva dichiarato in tutta la Francia metropolitana.
Lo stato d'emergenza in Francia è stato decretato 6 volte nelle seguenti occasioni:
1. Il 3 aprile 1955, in occasione della creazione della legge, lo stato d'emergenza è stato dichiarato in Algeria francese per 12 mesi.
2. ll 17 maggio 1958, dopo il colpo di Stato del 13 maggio 1958 ad Algeri, lo stato d'emergenza è stato dichiarato in tutta la Francia per 3 mesi[18].
3. ll 22 aprile 1961, dopo il putsch dei generali del 21 aprile 1961 ad Algeri, lo stato d'emergenza è stato dichiarato in tutta la Francia e prolungato fino al 31 maggio 1963[19][20].
4. Il 12 gennaio 1985, lo stato d'emergenza è stato dichiarato in Nuova Caledonia e dipendenze, esso è stato confermato con la legge n° 96 del 1985 fino al 30 giugno 1985[21]. In questa occasione il Consiglio Costituzionale, su richiesta dell'opposizione di centro-destra, si è pronunciato circa la costituzionalità dello stato di emergenza e ne ha confermato la costituzionalità[15].
5. L'8 novembre 2005, dopo le rivolte del 2005 nelle banlieue francesi, lo stato d'emergenza è stato dichiarato in 25 dipartimenti (tra i quali tutti quelli dell'Île-de-France) fino al 4 gennaio 2006[22][23][24].
6. Nella notte del 14 novembre 2015, dopo gli attentati del 13 novembre 2015 a Parigi, lo stato d'emergenza è stato dichiarato, con 3 decreti, in tutta la Francia metropolitana (Corsica compresa)[25][26][27], unitamente al Plan rouge alpha e alla chiusura delle frontiere (che era già stata decisa per la COP21). Lo stato di emergenza è stato in seguito esteso, con 2 decreti, alla Francia d'oltremare[28][29].

Lo Stato d'urgenza è stato poi confermato e prolungato diverse volte:
- con la legge n° 1501 del 20 novembre 2015, di altri 3 mesi a partire dal 26 novembre 2015;
- con la legge n° 162 del 19 febbraio 2016, di altri 3 mesi a partire dal 26 febbraio 2016;
- con la legge n° 629 del 20 maggio 2016, di altri 2 mesi a partire dal 26 maggio 2016;
- con la legge n° 87 del 21 luglio 2016, di altri 6 mesi a partire dal 26 luglio 2016; da notare che, in occasione del consueto discorso del 14 luglio, il presidente Hollande aveva dichiarato che lo stato d'urgenza (che si sarebbe concluso il 26 luglio) non sarebbe stato prolungato; la sera stessa avviene la strage di Nizza e il presidente prolunga lo stato d'urgenza di altri 6 mesi;
- con la legge n° 1767 del 19 dicembre 2016, fino al 15 luglio 2017, per coprire le elezioni presidenziali e legislative del 2017;
- con la legge n° 1154 dell'11 luglio 2017, fino al 1º novembre 2017; lo stato d'urgenza è stato sostituito dalla nuova legge n° 1510 del 30 ottobre 2017 rinforzante la sicurezza interna e la lotta contro il terrorismo.

Recentemente, per fronteggiare la Pandemia di COVID-19 in Francia, l’Assemblea Nazionale ha introdotto con una legge del 23 marzo 2020 (Loi 2020-290), un nuovo stato d’urgenza: lo stato di emergenza sanitaria (in francese état d'urgence sanitaire), al fine di evitare di dover ricorrere ai poteri presidenziali eccezionali previsti dall’articolo 16 della Costituzione francese o al normale état d'urgence, generalmente inadatto a situazioni epidemiche. Esso fu attuato fino al 10 luglio 2020 incluso e, in seguito, riautorizzato (una volta terminato il periodo transitorio a partire dall'11 luglio 2020, predisposto tramite un decreto del 10 luglio (Décret 2020-860), che autorizzava il governo a mantenere e allentare le precedenti misure e, qualora necessario, ad adottare e mantenere nuove misure eccezionali, fino al 31 ottobre 2020). La riautorizzazione avvenne dalla mezzanotte del 17 ottobre 2020 tramite decreto (Décret 2020-1257) La legge del 14 novembre 2020 (Loi 2020-1379) ha prorogato, per la prima volta, lo stato di emergenza sanitaria fino al 16 febbraio 2021. La legge del 15 febbraio 2021 (Loi 2021-160) ha poi esteso lo stato di emergenza sanitaria fino al 1º giugno 2021, mentre la legge del 31 maggio 2021 (Loi 2021-689) sulla gestione dell'uscita dalla crisi sanitaria e la legge del 10 novembre 2021 (Loi 2021-1465) hanno stabilito varie disposizioni sulla “vigilanza sanitaria”, organizzando il regime di uscita dallo stato di emergenza sanitaria.

### Germania
La legge fondamentale della Repubblica Federale di Germania prevede varie fattispecie di emergenza: lo stato di tensione (articolo 80a, comma 1) e lo stato di difesa (articolo 115a); solo quest'ultimo può tecnicamente essere ricondotto all'emergenza di fonte internazionale connessa con la guerra d'aggressione, ed il relativo accertamento dipende dal voto della maggioranza dei membri del Bundestag (di cui si vieta lo scioglimento, oltre a prevedersi in ogni caso l'operatività del Tribunale costituzionale). Invece, lo stato di tensione discende da una decisione del Bundestag assunta a maggioranza dei due terzi: essa legittima l'emanazione di decreti legislativi (che il Bundestag può sempre richiedere di abrogare, con effetto cogente) e comunque l'imposizione di obblighi di prestazioni di servizio civile, compresa la protezione della popolazione e la copertura dei suoi bisogni vitali.
Alla esplicita previsione costituzionale di stati di crisi di diversa, progressiva entità corrisponde la puntuale disciplina della attribuzione delle competenze relative alla guida ed al comando costituzionale delle Forze Armate: sono disciplinate le modalità di concentrazione del potere a favore dell'Esecutivo, costantemente affiancato dalle assemblee rappresentative nella gestione degli stati di emergenza; appositi meccanismi istituzionali sono predisposti al fine di rendere operativa la deroga alla separazione dei poteri e instaurare la concentrazione, salve restando le garanzie della permanenza in funzione dell'assetto costituzionale e organico sul quale viene ad incidere l'anomalia costituzionale rappresentata dall'aumento dei poteri dell'Esecutivo; infine, sono disciplinati i rapporti fra soggetti dello Stato-ordinamento durante le situazioni di emergenza, con particolare riferimento all'incremento delle attribuzioni federali rispetto a quelle degli Stati-membri.

### Grecia
In Grecia l'articolo 48 della Costituzione del 1975 prevede l'adozione dello stato d'assedio – con sospensione, in tutto od in parte il territorio nazionale, di una serie di diritti costituzionali, e coll'istituzione di tribunali straordinari – sia in caso di guerra o mobilitazione a causa di pericoli esterni, sia in caso di “minaccia diretta alla sicurezza nazionale come pure dinanzi all'insorgere di un movimento armato che tenti di sovvertire il sistema democratico”.
L'adozione di tali misure – di durata non superiore a quindici giorni alla volta – compete in via ordinaria al Parlamento (a maggioranza dei tre quinti dei componenti, su proposta del governo e con promulga presidenziale), ma in caso di vacanza parlamentare (o quando sussista l'impossibilità oggettiva di una convocazione tempestiva del Parlamento) esse sono assunte con decreto presidenziale su proposta del governo, che comunque è obbligato a sottoporle al Parlamento entro quindici giorni; il Parlamento, a maggioranza dei componenti, è l'unico competente alla proroga delle misure oltre il quindicesimo giorno; entro il medesimo termine – anche in tal caso pena la loro decadenza di diritto – deve approvare gli atti aventi valore legislativo che il Presidente ha il potere di emanare nelle medesime circostanze “per far fronte a necessità urgenti o per ristabilire al più presto il funzionamento delle istituzioni previste dalla Costituzione”.
Tali competenze del Parlamento, così come le prerogative ed immunità parlamentari, sono assolutamente inderogabili per l'intero periodo, anche se il Parlamento fosse stato sciolto o se la legislatura fosse terminata.

### Italia
Nel Regno d'Italia la disposizione era disciplinata da norme particolari e come conseguenza di ulteriori situazioni, come ad esempio sulla base di quanto previsto dal TULPS dagli artt. 214 a 219. Dopo la nascita della Repubblica Italiana, alcuni principi vennero ribaditi nella carta costituzionale, ad esempio l'art. 120 prevede che il governo possa esercitare "poteri sostitutivi" degli enti locali in situazioni tipicamente:
- endogene: di tutela dell'unità giuridica od economica, ed in particolare dei livelli essenziali delle prestazioni concernenti i diritti civili e sociali,
- esogene: di violazione di norme sovranazionali (trattati internazionali o norme comunitarie), e pericolo grave per l'incolumità e la sicurezza pubblica.

Per emergenze particolari, come lo stato di guerra e comunque per l'esigenza del mantenimento della pubblica sicurezza si fa discendere dalla deliberazione parlamentare dello stato di guerra - di cui all'art. 78 della Costituzione, con la possibilità di conferire al governo i poteri necessari.
In via generale, la materia è stata poi disciplinata dalla legge 24 febbraio 1992, n. 225 e dal d.lgs 2 gennaio 2018, n. 1; quest'ultimo prevede che lo stato di emergenza possa essere deliberato dal Consiglio dei Ministri, su proposta del Presidente del Consiglio dei ministri o dal presidente di una regione o provincia autonoma interessata, fermo restando il controllo di legittimità sul predetto atto.
Per altro verso, il giurista Stefano Rodotà ha ammonito contro il rischio di un uso improprio della parola guerra: "Guerra nella modernità – e nella nostra Costituzione – riguarda Stati ostili tra loro, esige una dichiarazione, individua l'avversario. Se dall'altra parte c'è uno Stato, gli devo riconoscere di esserlo. Perché in Francia non fu mai dichiarato lo stato d'assedio al tempo della “guerra” d'Algeria? Proprio per non riconoscere il FLN e i diritti dei combattenti. Ricordo la discussione ai tempi delle BR. I terrorismi nazionali di ieri non spiegano questo fenomeno, ma comunque anche allora si disse “non possiamo legittimarli dal punto di visto giuridico”: con legittimazione giuridica si intende, tra l'altro, l'applicazione ai detenuti per atti di terrorismo delle convenzioni internazionali sullo ius in bello, trattandoli alla stessa stregua di prigionieri di una guerra legittima di tipo interstatale.

### Portogallo
In Portogallo la Costituzione prevede l'introduzione dello stato d'assedio e dello stato di emergenza (oltre al caso dell'aggressione esterna o sua minaccia) anche in caso di grave minaccia o perturbazione dell'ordine costituzionale e di calamità naturale (articolo 19): essa è disposta dal Presidente della Repubblica su autorizzazione del Parlamento (Assemblea della Repubblica) . Ne può scaturire la temporanea sospensione dei diritti di circolazione, espressione, riunione, associazione, inviolabilità del domicilio e della corrispondenza; anche in questa parte della penisola iberica è previsto un termine fisso di durata, prorogabile; in più si prevede l'obbligo di motivazione della declaratoria, la sua impossibilità di comprimere determinati diritti e l'obbligo di prevedere la delega all'esecutivo a prendere i provvedimenti necessari al pronto ristabilimento della “normalità costituzionale”.

### Spagna
In la costituzione spagnola disciplina all'articolo 116 gli stati di allarme, di eccezione e d'assedio: tutti e tre comportano in diversa misura il coinvolgimento del Congresso dei deputati (il primo sotto forma di autorizzazione alla proroga della decisione assunta a termine fisso dal Governo; il secondo sotto forma di previa autorizzazione all'emissione del decreto del governo; il terzo sotto forma di declaratoria a maggioranza assoluta su esclusiva proposta del Governo).
I due ultimi regimi possono contemplare sospensioni di diritti tassativamente indicate al momento della relativa delibera di instaurazione, la cui durata è anch'essa tassativamente prevista; in ogni caso, sono vietate esplicitamente le modifiche all'assetto organizzativo del Regno durante le emergenze. Non solo il Congresso dei deputati non può essere sciolto, ma il funzionamento del Parlamento e degli altri poteri costituzionali non potrà essere interrotto durante lo stato di emergenza, in quanto si mantiene il principio della responsabilità politica governativa e si contempla l'attivazione di una Commissione parlamentare permanente nel caso in cui il Congresso non possa più operare. Una legge organica può determinare, poi, casi di sospensione individualizzata di taluni diritti (durata della detenzione preventiva, inviolabilità del domicilio e della corrispondenza), ai sensi dell'articolo 55 comma 2 della medesima Costituzione.

### Stati Uniti d'America
La costituzione degli Stati Uniti d'America prevede esplicitamente alcuni poteri di emergenza:
- Il Congresso può autorizzare il governo a richiamare la milizia per eseguire le leggi, sopprimere un'insurrezione o respingere un'invasione;
- Il Congresso può autorizzare il governo a sospendere l'habeas corpus "quando, in casi di ribellione o invasione, la sicurezza pubblica può richiederlo";
- nei casi di giudizi che si presentano "quando la milizia è in servizio in tempo di guerra o in pericolo pubblico".

Prima delle leggi degli anni Settanta, la rivendicazione di poteri simili da parte della Casa Bianca - che rifiutava l'idea stessa di farseli delegare dal Congresso, o che in proposito aveva ricevuto dei dinieghi a Capitol Hill - aveva dato luogo ad un importante contenzioso costituzionale: quando, nel 1950, il presidente Harry Truman emise un ordine esecutivo di precettazione delle acciaierie durante la guerra di Corea (Steel seizure case), l'Amministrazione fu trascinata dinanzi alla Corte suprema. Nella sentenza Youngstown Sheet & Tube Co. v. Lawyer, la Corte suprema non disconobbe in linea di principio il potere presidenziale, ma affermò che le limitazioni alle libertà civili ed alle proprietà - che esso poteva comportare - dovevano fondarsi solo sulle tipologie espressamente previste dalla Costituzione o sul conferimento di poteri da parte del Congresso.
Il Presidente, invece, può impegnarsi in una guerra senza l'approvazione del Congresso se lo Stato è "effettivamente invaso, o in un pericolo così imminente che non ammette ritardi". In queste circostanze, il Presidente degli Stati Uniti può unilateralmente comunicare al Congresso lo stato di emergenza, o la sua prosecuzione: la Costituzione non prevede possibilità di opposizione o ruolo del Congresso in merito, anche se un limite temporale per il mantenimento di truppe all'estero è contenuto nella War Powers Resolution del 1973.
Oltre a queste prescrizioni costituzionali, molte disposizioni di legge ordinaria legittimano una dichiarazione di emergenza con executive order del Presidente: tra di esse, il National Emergencies Act del 1976 (che regola questo processo a livello federale), per il quale lo stato di emergenza decade dopo 90 giorni dalla sua proclamazione, e può essere rinnovato un numero illimitato di volte. In seguito, nel 1977 fu approvato dal Congresso anche l'International Emergency Economic Powers Act che consente all'Esecutivo di congelare risorse private, limitare commerci o confiscare proprietà in risposta da una minaccia "inusuale e straordinaria" che ha sostanzialmente origine dall'estero.
Il National Defense Order Preparedness del 16 marzo 2012 conferisce anche, in caso di guerra o stato di emergenza, al Presidente, Agenzie e organi di Governo il potere di esercitare un controllo diretto delle risorse, investimenti, contratti di lavoro, forniture di materie prime e servizi, appalto, in vari settori dell'economia quali: energia, salute, trasporti, difesa, sicurezza, commercio.